# Suginami (Tokio)
Suginami (杉並区 Suginami-ku?) es un barrio especial de la Metrópolis de Tokio, en Japón. Es común que el barrio especial se denomine a sí mismo como la Ciudad de Suginami. Creada el 15 de marzo de 1947, el barrio especial tenía en 2023 una población estimada de 591.108 habitantes, en un área de 34,02 km², está localizada en la parte occidental de la Metrópolis de Tokio. Por su territorio, atraviesan los ríos Kanda, Zenpukuji y Myoshoji.